# Mu Ceti
Mu Ceti (μ Cet / 87 Ceti / HD 17094) es un sistema estelar en la constelación de Cetus de magnitud aparente +4,20. Se encuentra a 84 años luz de distancia del sistema solar.
El sistema estelar Mu Ceti puede constar de tres o cuatro componentes, todas demasiado próximas para poder ser resueltas con telescopio. La estrella principal es una subgigante blanco-amarilla de tipo espectral F0IV, con una temperatura superficial de 7300 K y una luminosidad 7,5 veces mayor que la del Sol. Estos valores permiten estimar su radio, 1,7 veces más grande que el radio solar, y su masa, un 60 % mayor que la del Sol. Su período de rotación es inferior a 1,5 días, mucho menor que el solar, pero normal para una estrella de sus características.
Todos estos parámetros sugieren que en realidad aún está en la secuencia principal y no ha evolucionado como subgigante.
Posee una metalicidad comparable a la del Sol ([M/H] = +0,04)
y parece ser una variable del tipo Delta Scuti.
Mu Ceti es una binaria espectroscópica con un período orbital de 3,29 años. Asimismo, al estar cerca de la eclíptica ocasionalmente es ocultada por la Luna, lo que ha permitido conocer otra componente a 0,1 segundos de arco, que pudiera ser, de acuerdo a su brillo, una estrella de tipo G3 similar al Sol. Una ocultación posterior ha mostrado dos estrellas aún más próximas —probablemente enanas amarillas de tipo G2 y G6—, una de las cuales puede ser la responsable de la variación espectroscópica.
En cualquier caso, la estructura del sistema estelar no es conocida.